# أوربيفلوكساسين
أوربيفلوكساسين Orbifloxacin هو مضاد حيوي من زمرة الفلوروكينولون. الاسم التجاري Orbax. تمت الموافقة عليه فقط لعلاج العدوى في الكلاب. له تأثير سلبي على العظام النامية لذلك لا يعطى للحيوانات الصغيرة أو الحوامل أو تلك التي في طور الشفاء.

## آلية العمل
تثبيط الدنا جيراز اللازم لتضاعف الدنا الجرثومي.